# X.400
X.400 est un protocole de courrier électronique normalisé par l'UIT.  Il est toujours utilisé aujourd'hui en tant que réseau à valeur ajoutée dans les échanges EDI. Il a fait l'objet de nombreuses polémiques, à propos de sa comparaison avec SMTP, ce dernier l'ayant nettement emporté.
Ses adresses sont de la forme /C=FR/A=ATLAS/O=Bull/CN=Support.
Le principal héritage de X.400 est le vocabulaire, MTA (Mail Transport Agent) ou MUA (Mail User Agent), toujours utilisé aujourd'hui.
En France, Orange Business commercialise son réseau X.400 sous le nom d'Atlas 400 ou plus simplement Atlas.